# آن بونيت
آن بونيت هي رسامة بلجيكية، ولدت في 16 مايو 1908 في بروكسل في بلجيكا، وتوفي بنفس المكان في 14 نوفمبر 1960.